# Saint-Ouen-la-Rouërie
Saint-Ouen-la-Rouërie ist eine Ortschaft und eine Commune déléguée in der französischen Gemeinde Val-Couesnon mit 823 Einwohnern (Stand 1. Januar 2022) im Département Ille-et-Vilaine in der Region Bretagne. 
Während der Revolution hieß die Gemeinde Ouen-la-Montagne, 1961 wurde der Name von Saint-Ouen-de-la-Rouërie nach Saint-Ouen-la-Rouërie geändert.
Die Gemeinde Saint-Ouen-la-Rouërie wurde am 1. Januar 2019 mit La Fontenelle, Antrain und Tremblay zur Commune nouvelle Val-Couesnon zusammengeschlossen. Sie gehörte zum Arrondissement Fougères-Vitré und zum Kanton Antrain.
Hier verläuft das Flüsschen Tronçon, das zum Couesnon entwässert. Nachbargemeinden von Saint-Ouen waren Sacey, Saint-James mit Montanel im Département Manche sowie Coglès, Tremblay und Antrain in Département Ille-et-Vilaine.

## Bevölkerungsentwicklung
| Jahr      | 1962  | 1968  | 1975 | 1982 | 1990 | 1999 | 2009 | 2017 |
| Einwohner | 1.186 | 1.046 | 950  | 836  | 783  | 751  | 790  | 830  |

## Sehenswürdigkeiten
Siehe auch: Liste der Monuments historiques in Val-Couesnon
- Schloss La Rouërie (18. Jahrhundert)
- Kirche Saint-Ouen (1881–1888)

## Persönlichkeiten
- Armand Tuffin de La Rouërie (1751–1793), kämpfte im Amerikanischen Unabhängigkeitskrieg